# P. M. H. Atwater
P. M. H. Atwater (* 19. September 1937 als Phyllis Marie DeKeyser in Twin Falls) ist eine US-amerikanische Autorin im Bereich von Nahtod-Erfahrungen und Spiritualität, die seit 2004 Andachten als Geistliche hält.

## Leben
Phyllis Atwater wurde in Twin Falls im Bundesstaat Idaho geboren und von Kenneth L. Johnston adoptiert. Sie war ab 1956 mit John Bernard Huffman (daher das H. in ihrem Namen) verheiratet, bis die Ehe 1976 geschieden wurde. 1980 heiratete sie Terry Young Atwater, mit dem sie in Charlottesville im Bundesstaat Virginia lebt. 
Infolge eines schweren Unfalls und damit verbundener Nahtod-Erfahrungen im Jahr 1977 begann sie ein Jahr später selbstständig mit einer spirituell motivierten Untersuchung von Nahtod-Erfahrungen. Auf der Basis des daraus resultierenden Materials von im Laufe der Dekaden über 4000 Erwachsenen und Kindern schrieb sie zahlreiche Bücher. Aufgrund ihrer Schriften wurde sie immer wieder eingeladen, international Vorträge zu halten und als eine der weltweit führenden Botschafterinnen von Nahtod-Erfahrungen zu fungieren.

## Werk
Einige ihrer Ergebnisse wurden in klinischen Studien verifiziert, darunter die in den Niederlanden durchgeführte prospektive Studie, die 2001 in der medizinischen Fachzeitschrift The Lancet veröffentlicht wurde. Ihr Buch Future Memory (1999) erweitert das Thema Bewusstseinsveränderung in neue Bereiche und liest sich wie ein Spaziergang durch ein Labyrinth. Ihre intensive Arbeit mit Kindern, die bereits Nahtod-Erfahrungen gemacht hatten, dreht sich insbesondere um das Thema menschliche Evolution und wird erstmals von ihr in The New Children and Near-Death Experiences (2003) beschrieben. Ihr Buch The Big Book of Near-Death Experiences (2007) wurde in der Online-Version des Newsweek Magazine vorgestellt und ist nach wie vor die einzige Enzyklopädie des gesamten Phänomens weltweit. Near-Death Experiences: The Rest Of the Story (2009) stellt eine Zusammenfassung von 33 Jahren Forschung dar, die aufgrund ihres esoterisch offenbarenden Charakters in der Fachwelt höchst umstritten ist. Der niederländische Kardiologe Pim von Lommel verfasste das Vorwort zu ihrem 2010 erschienenen E-Book I Died Three Times - The Complete Story, in welchem sie erstmals ihre eigenen Nahtod-Erfahrungen thematisiert.

## Auszeichnungen
Das International College of Spiritual and Psychic Studies im kanadischen Montreal verlieh ihr zweimal die Ehrendoktorwürde: 1992 als Doctor of Humane Letters (LHD) und 2005 als „Doktor der therapeutischen Beratung“. Ebenfalls 2005 wurde sie von der National Association of Transpersonal Hypnotherapists mit einem Lifetime Achievement Award und von der International Association for Near-death Studies (IANDS) mit einem Outstanding Service Award ausgezeichnet.

## Bücher (Auswahl)
- Rückkehr vom Licht: Die Auswirkungen von Nahtoderfahrungen. Santiago, 2011
  - Amerikanische Originalausgabe: Coming Back to Life: The After-Effects of the Near-Death Experience. Citadel, 2001

- Im Tod das Leben: Gottesbeweis in der Nahtod-Erfahrung. Mosquito-Verlag, 2015
  - Amerikanische Originalausgabe: Dying to Know You: Proof of God in the Near-Death Experience. Rainbow Ridge Books, 2014

- Wir waren im Himmel: Nahtoderfahrungen in der Kindheit und wie sie das weitere Leben prägen. Ansata, 2020
  - Amerikanische Originalausgabe: The Forever Angels: Near-Death Experiences in Childhood and Their Lifelong Impact. Bear & Company, 2019